# Velvet Voices
Velvet Voices ist ein österreichisches Ensemble, das aus einer Frauen-Vokalgruppe hervorging. Das Repertoire der Gruppe umfasst Jazz, Pop und R&B.

## Musikalische Karriere
Die Gruppe Velvet Voices wurde 2002 von den vier Sängerinnen Coretta Kurth, Gerda Rippel, Tanja Raich und Monika Trotz als A-cappella-Gruppe gegründet. Miriam Fuchsberger ersetzte 2006 Tanja Raich, und statt Gerda Rippel kam Irene Lang 2010 in die Gruppe.
2003 eröffneten die Velvet Voices zum ersten Mal das Wiener Stimmenfestival Voicemania. Seit 2004 sangen sie Konzerte im Rahmen von Veranstaltungen der musikalischen Jugendorganisation Österreichs Jeunesse. Sie traten unter anderem bei dem größten deutschen A-cappella-Festival Vokal Total in München auf, in der ungarischen Musikuniversität Szeged, der Musikuniversität Wien, der Musikuniversität Köln, im Bregenzer Festspielhaus sowie im großen Sendesaal des Radiokulturhauses Wien.
Die Gruppe wurde u. a. im ORF, WDR, BR, Radio Wien und Radio Arabella in eigenen Sendungen vorgestellt; der ORF-Sender Ö1 übertrug bereits Konzerte live. Sie konzertierte mit ca. 50–60 Konzerten jährlich in Europa u. a. auf Jazz- und A-cappella-Festivals, in Konzerthäusern, Jazzclubs und Theatern. Von 2002 bis 2007 belegte die Gruppe zweimal eine Goldplatzierung beim internationalen Ward Swingle-Award.
In den Jahren 2005 und 2009 waren die Velvet Voices gemeinsam mit Louise Martini in der Wiener Volkstheater-Produktion Nylons, Swing und Chesterfield mit Songs der 1950er Jahre im Volkstheater und in den Wiener Kammerspielen zu sehen und zu hören.
Ihr letztes Konzert als Vokalgruppe gaben die Velvet Voices im November 2011 im Wiener Jazzclub Porgy & Bess mit dem A-cappella-Programm Vocal Pearls, einer musikalischen Reise durch die Geschichte der vokalen Popularmusik. 2012 starb die Kontra-Alt-Stimme der Gruppe, Monika Trotz, an Krebs. In einem Memorialkonzert für die Verstorbene im Juni 2013 sang an ihrer Stelle Tanja Raich.
Seit 2019 konzertieren die Velvet Voices mit instrumentaler Begleitung; die Gruppe besteht aus Coretta Kurth (Gesang), Irene Lang (Gesang), Miriam Fuchsberger (Gesang), Johannes Diem (Klavier), Markus Ess (Bass) und Sebastian Massinger (Schlagzeug). Ihr Programm Zeitgemäß umfasst Pop- und Jazzklassiker in eigenen Arrangements. Die Gruppe schreibt die Liedtexte zum Teil auf ihr aktuelles Programm um.

## Diskographie
- Christmas Songs
- Nylons, Swing & Chesterfield, Extraplatte
- And So It Goes, Extraplatte
- Essence, Extraplatte (SunnyMoon)
- In the mood 4 Christmas, Extraplatte
- Vocal Pearls, Extraplatte